# Двойной акут
Двойной акут — один из довольно редких диакритических знаков расширенной кириллицы в чувашском языке, а также расширенной латиницы в венгерском и фарерском языках (в последнем Ő — вариант написания буквы Ø), а также в словацком транскрипционном алфавите. В чувашском языке буква Ӳ близка по звучанию к турецкой ü.
Из латинских алфавитов двойной акут используется наиболее широко в письменном венгерском языке в сочетании с буквами O и U: Ő, Ű. Обозначает долготу гласных Ö, Ü аналогично тому, как обычный акут обозначает долготу других гласных. Из-за схожести с немецким Ö двойной акут иногда называют венгерским умлаутом.